# 物質化現象
物質化現象（ぶっしつかげんしょう、materialization phenomena）とは、心霊現象の中では物理的なタイプに属すとされるもので、霊の一部や全体が何らかの物質を媒体として具体的な形として現れる、とされる現象のこと。
（交霊会が盛んだった時代などでは）形を出現させる媒体としてはエクトプラズムが一般的であった。他にも、水や煙などを媒体として何らかの形が現れる（とされる）こともある。基本的に物質化現象は照明を落とした暗い室内で発生した。物質化した「霊が許可してもいないのに、参加者が物質化したものに手で触れたりすると、霊が消滅する」とか「霊媒の肉体が傷つく」などと（霊媒たちは）言った。
特に19世紀後半や20世紀初頭において、ヨーロッパやアメリカなどで心霊主義が勃興し交霊会がさかんに開催されたのだが、そうした場で霊能者や霊媒と呼ばれる人が物質化現象を起こしたとされ、当時の人々の関心を集めた。当時、霊的存在を呼んだり肉体に引き入れることによって行われた、とされた。
ただし一旦は物質化現象とされたものの結局インチキだったと発覚した事例も存在する。例えば、エヴァ・カリエールがアルジェにおいて起こしたとされたインディアンの霊の物質化現象なるものは、後に彼女の御者のアレスキがその一部を演じていたことが暴露されたという。
物質化現象と言われた（主張された）現場の写真が現存してはいる。また当時、霊の証拠のために、パラフィン（蝋）に手形を残す、などということも行われており、手袋状のパラフィンの写真なども現存している。これは「パラフィン鋳型現象」とも呼ばれており、心霊研究家のウィリアム・オックスリーが心霊の証拠を残そうとして考案したものである。当時、“霊がパラフィンに手を入れて、次に冷水の中にその手を移動させると固まり、霊が非物質化すると手袋状に固まる”と言われ、当時、生身の人間では手を抜くことは不可能だと信じられたので霊の物質化現象の証拠と考えられたが、ハリー・フーディーニは引き抜くことは可能だと言った。そして実際に、冷やしながら「手袋を脱ぐ」要領で、この手形は容易に作成できることが明らかになっていて、1997年にイタリアで再現されている。

## 物質化現象を起こしたともされる人物
- キャサリン・ウッド[4]
- アーサー・コルマン　（一時に5人の物質化に成功したことがある、とされる）[4]
- アイラ・ダベンポート　（ダベンポート兄弟の兄）[4]
- エイダ・ベシネット[4]
- ウィリアム・ノートンテイラー （ニュージーランドの霊媒）[4]